# Mammillaria pondii
Mammillaria pondii är en kaktusväxtart som beskrevs av Edward Lee Greene. Mammillaria pondii ingår i släktet Mammillaria och familjen kaktusväxter.

## Underarter
Arten delas in i följande underarter:
- M. p. maritima
- M. p. pondii
- M. p. setispina